# Mitsuki Ono
Mitsuki Ono (jp. 小野 光希 Ono Mitsuki; * 5. März 2004 in Saitama) ist eine japanische Snowboarderin. Sie startet in der Disziplin Halfpipe.

## Werdegang
Ono gewann bei den Juniorenweltmeisterschaften 2018 in Cardrona und bei den Juniorenweltmeisterschaften 2019 in Leysin jeweils die Goldmedaille in der Halfpipe. Im März 2019 wurde sie Siebte bei den Burton US Open in Vail und siegte bei den World Rookie Finals am Kitzsteinhorn. Zu Beginn der Saison 2019/20 startete sie in Copper Mountain erstmals im Snowboard-Weltcup und belegte dabei den achten Platz. Es folgten drei Top-Zehn-Platzierungen, darunter Platz zwei in Calgary und erreichte damit den 15. Platz im Freestyle-Weltcup und den sechsten Rang im Halfpipe-Weltcup. Bei den Olympischen Jugend-Winterspielen 2020 in Lausanne gewann sie die Goldmedaille in der Halfpipe. Im Februar 2020 wurde sie bei der U.S. Revolution Tour in Mammoth Zweite und bei den Burton US Open Vierte. In der Saison 2020/21 wurde sie in Laax Zweite und errang den zweiten Platz im Halfpipe-Weltcup. Beim Saisonhöhepunkt, den Snowboard-Weltmeisterschaften 2021, wurde sie Sechste. In der folgenden Saison errang sie mit dem Plätzen zwei, vier und fünf, den dritten Platz im Halfpipe-Weltcup. Bei den Olympischen Winterspielen 2022 in Peking kam sie auf den neunten Platz.

## Weltcupsiege und Weltcup-Gesamtplatzierungen

### Weltcupsiege
| Nr. | Datum            | Ort              | Disziplin |
| --- | ---------------- | ---------------- | --------- |
| 1.  | 21. Januar 2023  | Laax             | Halfpipe  |
| 2.  | 4. Februar 2023  | Mammoth Mountain | Halfpipe  |
| 3.  | 10. Februar 2023 | Calgary          | Halfpipe  |
| 4.  | 20. Januar 2024  | Laax             | Halfpipe  |
| 5.  | 4. Februar 2023  | Mammoth Mountain | Halfpipe  |
| 6.  | 10. Februar 2023 | Calgary          | Halfpipe  |

### Weltcup-Gesamtplatzierungen
| Saison  | Park & Pipe | Park & Pipe | Halfpipe | Halfpipe |
| Saison  | Punkte      | Platz       | Punkte   | Platz    |
| ------- | ----------- | ----------- | -------- | -------- |
| 2019/20 | 1730        | 15.         | 1730     | 6.       |
| 2020/21 | 130         | 8.          | 130      | 2.       |
| 2021/22 | 175         | 13.         | 175      | 3.       |
| 2022/23 | 360         | 1.          | 360      | 1.       |
| 2023/24 | 380         | 2.          | 380      | 1.       |
| 2024/25 | 192         | 17.         | 192      | 6.       |